# 美濃市立美濃病院

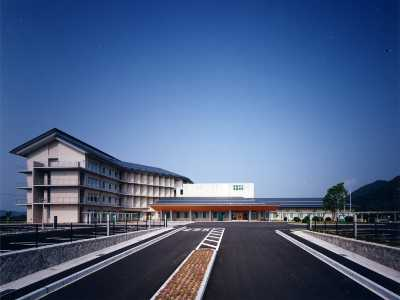
正面入り口

美濃市立美濃病院（みのしりつみのびょういん）は、岐阜県美濃市にある美濃市が運営する病院である。関連施設として在宅治療・療養を支援する「訪問看護ステーション清流」を併設している。

## 概要
診療科は12を有する病院であり、中濃地区における中核病院の一つである。
2003年（平成15年）6月24日に現在の場所に新築移転、開院した。
特に糖尿病治療・消化器疾患等の外科手術・整形外科手術に力を入れている。
中濃地区における糖尿病治療の基幹病院として糖尿病外来を行っており、みの糖尿病センターが設置されている。
糖尿病教室の定期開催や病診連携の充実を目的とした地域支援室の設置など、地域密着型の医療を展開している。
MRIなどの高度医療機器を有している。
救急指定病院として岐阜県知事により告示されている。

## 施設
- 敷地面積：26,804m2
- 建屋：地上4階建（鉄筋コンクリート造）

## 診察科
- 内科
- 泌尿器科
- 外科
- 脳神経外科
- 整形外科
- 放射線科
- 産婦人科
- 小児科
- 眼科
- 耳鼻咽喉科
- 皮膚科
- リハビリテーション科

## 主な専門治療
- 糖尿病外来
- 脳卒中・頭痛外来
- 肝臓外来
- 禁煙外来
- 乳がん外来
- 血管外来

など

## 交通機関
- 岐阜バス：岐阜美濃線「美濃病院」バス停下車。